# В горах Югославии
«В горах Югославии» — советская военная драма, снятая режиссёром А. М. Роомом на студии «Мосфильм» в 1946 году.

## Сюжет
О совместной борьбе югославских партизан и Красной Армии против немецких войск и коллаборационистов во время Второй мировой войны.
Мирный селянин-босниец Славко Бабич (Николай Мордвинов) берёт в руки оружие после того, как война пришла и к его порогу. Созданный им отряд с боями прорывается на соединение с партизанами Тито. А тем временем советские воины, освобождая югославские города и сёла, приближаются к Белграду.

## В ролях
- Иван Берсенев — маршал Тито
- Николай Мордвинов — Славко Бабич
- Ольга Жизнева — Анджа, жена Янко
- Николай Дупак — адъютант Тито
- Всеволод Санаев — красноармеец Губанов
- Т. Ликар — Милица
- Любиша Йованович — Янко
- Миша Миркович — Симела, сын Янко и Анджи
- Борис Борозанов — Драгойло
- Владимир Скрбиншек — Хамдия
- Драгутин Тодич — Блажо
- Стане Чесник — Душан
- Вьекослав Африч — учитель Иво / генерал Дража Михайлович
- Боян Ступица — немецкий фельдмаршал Роммель
- И. Цесар — немецкий генерал Шмульц
- Необозначенный в титрах актёр — Анте Павелич, глава усташского хорватского режима
- Оливера Маркович

## Значение
После советско-югославского раскола и охлаждения отношений между СССР и СФРЮ, фильм, в котором Тито сыграл советский актёр Иван Берсенев в течение нескольких десятилетий находился на полках в кинозапасниках и был запрещён к показу в Югославии.